# 水隘乡
水隘乡，是中华人民共和国湖南省怀化市溆浦县下辖的一个乡镇级行政单位。

## 行政区划
水隘乡下辖以下地区：
水岩村、胡家坪村、田家溪村、葡萄溪村、铁山溪村、芒溪口村、南河村、黄溪湾村、来龙溪村、乔子湾村、炉场坪村和岩屋冲村。